# Saison 1996-1997 du CS Constantine
Maillots
Chronologie
Saison précédente Saison suivante
La saison 1996-1997 du Club Sportif Constantinois est la 10e  saison du club en première division du Championnat d'Algérie de football.
Le club remporte à l'issue de la saison le titre de champion d'Algérie.

## Résultats

### Championnat
| Date                            | Journée | Adversaire     | Lieu | Score | Buteurs du CSC                                      | Buteurs Adversaire |  |
| ------------------------------- | ------- | -------------- | ---- | ----- | --------------------------------------------------- | --- |  |
| PHASE ALLER                     |         |                |      |       |                                                     | |  |
| 10 octobre 1996                 | J01     | NA Hussein Dey | D    | 1 - 1 | Samir Boudmagh 30e                                  | Kestali 47e |  |
| 14 octobre 1996                 | J02     | USM Aïn Beïda  | E    | 0 - 0 | -                                                   | |  |
| 17 octobre 1996                 | J03     | WA Boufarik    | D    | 1 - 0 | Bourahli 55e                                        | |  |
| 24 octobre 1996                 | J04     | US Chaouia     | E    | 0 - 1 | Kaoua 81e                                           | |  |
| 31 octobre 1996                 | J05     | MC Oran        | D    | 0 - 0 | -                                                   | |  |
| 7 novembre 1996                 | J06     | USM El Harrach | E    | 3 - 0 | -                                                   | Fekid Azzeddine 2e, Hadj Faye 3e, Lounici 75e |  |
| 25 novembre 1996 * match retard | J07     | MC Alger       | D    | 2 - 0 | Bourahli 53e 75e                                    | - |  |
| 18 novembre 1996                | J08     | MO Constantine | E    | 1 - 2 | Bounaâs 30e, Bourahli 65e                           | Houhou 19e |  |
| 21 novembre 1996                | J09     | CR Belouizdad  | D    | 3 - 0 | Khiat 20e ((pen)),Benamara 37e,Kaoua 89e            | - |  |
| 2 décembre 1996                 | J10     | AS Ain M'lila  | E    | 1 - 0 | -                                                   | Benhamadi 75e |  |
| 5 décembre 1996                 | J11     | WA Tlemcen     | D    | 2 - 1 | Khiat 29(pen), Amrane 66e                           | Farès Laouni 19e |  |
| 9 décembre 1996                 | J12     | CA Batna       | E    | 1 - 0 | -                                                   | Guechir 47e |  |
| 12 décembre 1996                | J13     | WA Mostaganem  | D    | 4 - 3 | Amrane 21e, 80e, Haddada 35e, Laïb 95e              | Benrahou 18e, 70e, Lekhal 37e |  |
| 19 décembre 1996                | J14     | JS Kabylie     | E    | 1 - 0 | -                                                   | Chouaib 82e |  |
| 23 décembre 1996                | J15     | USM Alger      | D    | 3 - 1 | Khiat 35(pen), Amrane 55e, Bourahli 76e             | Dziri 84(pen) |  |
| PHASE RETOUR                    |         |                |      |       |                                                     | |  |
| 25 décembre 1996                | J16     | NA Hussein Dey | E    | 0 - 1 | Bourahli 83e                                        | - |  |
| 30 janvier 1997                 | J17     | USM Aïn Beïda  | D    | 2 - 1 | Yahi 7e, Benamara 44e                               | Bourssas 67 e |  |
| 6 février 1997                  | J18     | WA Boufarik    | E    | 1 - 2 | ?                                                   | ? |  |
| 13 février 1997                 | J19     | US Chaouia     | D    | 3 - 0 | Boudmagh 15e,Benamara 51e, Haddada 89e              | |  |
| 17 mars 1997* match retard      | J20     | MC Oran        | E    | 1 - 0 | -                                                   | Boukessassa 77e |  |
| 10 mars 1997                    | J21     | USM El Harrach | D    | 1 - 0 | Laïb 89e                                            | NB: * le match été arrêté au temps additionnel , l'usm Harrach quitte le terrain . (le cs Constantine prend le gain du match sur tapis-vert (3-0) . |  |
| 13 mars 1997                    | J22     | MC Alger       | E    | 0 - 3 | -                                                   | Ait Tahar 31e Fodhil.Dob 76e Benaissi Kamel 87e |  |
| 3 avril 1997                    | J23     | MO Constantine | D    | 0 - 0 | -                                                   | - |  |
| 10 avril 1997                   | J24     | CR Belouizdad  | E    | 3 - 1 | Amrane 48e                                          | Ali Moussa sshak 4e, 84 e , Ghelloubi 20 e |  |
| 24 avril 1997                   | J25     | AS Ain M'lila  | D    | 2 - 0 | Kaou Mouloud 27e , Ghoula Hassane 47e               | - |  |
| 1er mai 1997                    | J26     | WA Tlemcen     | E    | 1 - 1 | Arama 20e                                           | Djalti 41 |  |
| 22 mai 1997                     | J27     | CA Batna       | D    | 2 - 0 | Amrane 57 , Ghoula 88                               | - |  |
| 12 juin 1997                    | J28     | WA Mostaganem  | E    | 4 - 3 | Kaoua 16e, 91e, Arama 89e                           | Bentayeb 26 e , Senouci 75 e, Berrahou 85e , Lakhal 90e                                                                                             |  |
| 15 juin 1997                    | J29     | JS Kabylie     | D    | 4 - 1 | Benamara 12e, Amrane 29e, Haddada 70e , Kaoua 88e . | Medane 10e (pen.) |  |
| 26 juin 1997                    | J30     | USM Alger      | E    | 0 - 1 | Kaoua 41e                                           | - |  |

 Source : carnet spécial du championnat d'Algérie de football de division 1, saison 1996-1997 ainsi la coupe d'Algérie, tiré de la presse quotidienne et hebdomadaire).

### Coupe d'Algérie
| Date          | Journée | Adversaire   | Lieu | Score               | Buteurs du CSC | Buteurs Adversaire |
| ------------- | ------- | ------------ | ---- | ------------------- | -------------- | ------------------ |
| 21 mars 1997  | 1/32    | CRB Bougtob  | E    | 1 - 1 (1 - 3 t.a.b) | Benamara 77e   | Semmahi 82e        |
| 14 avril 1997 | 1/16    | NR Boussmail | E    | 0 - 0 (4 - 5 t.a.b) | /              | /                  |
| 7 juin 1997   | 1/8     | USM Alger    | E    | Forfait             | /              | /                  |

### Classement final
Le classement est établi sur le barème de points suivant : une victoire vaut 3 points, un match nul 1 point et une défaite 0 point.
| Rang | Équipe           | Pts | J  | G  | N  | P  | Bp | Bc | Diff |
| ---- | ---------------- | --- | -- | -- | -- | -- | -- | -- | ---- |
| 1    | CS Constantine   | 56  | 30 | 17 | 5  | 8  | 41 | 31 | +10  |
| 2    | MC Oran          | 55  | 30 | 17 | 4  | 9  | 49 | 26 | +23  |
| 3    | USM Alger T C    | 49  | 30 | 14 | 7  | 9  | 32 | 30 | +2   |
| 4    | USM El Harrach   | 45  | 30 | 12 | 9  | 9  | 27 | 21 | +6   |
| 5    | WA Tlemcen       | 44  | 30 | 12 | 8  | 10 | 43 | 33 | +10  |
| 6    | CR Belouizdad    | 41  | 30 | 11 | 8  | 11 | 34 | 28 | +6   |
| 7    | MC Alger         | 41  | 30 | 12 | 5  | 13 | 40 | 37 | +3   |
| 8    | JS Kabylie       | 41  | 30 | 12 | 5  | 13 | 35 | 41 | -6   |
| 9    | MO Constantine P | 40  | 30 | 10 | 10 | 10 | 30 | 29 | +1   |
| 10   | CA Batna         | 39  | 30 | 11 | 6  | 13 | 28 | 35 | -7   |
| 11   | AS Aïn M'lila    | 38  | 30 | 11 | 6  | 13 | 29 | 39 | -10  |
| 12   | US Chaouia       | 38  | 30 | 11 | 5  | 14 | 27 | 45 | -18  |
| 13   | WA Boufarik      | 37  | 30 | 10 | 7  | 13 | 34 | 36 | -2   |
| 14   | USM Aïn Béïda -3 | 34  | 30 | 11 | 4  | 15 | 30 | 40 | -10  |
| 15   | NA Hussein Dey P | 34  | 30 | 9  | 7  | 14 | 33 | 45 | -12  |
| 16   | WA Mostaganem P  | 32  | 30 | 8  | 8  | 14 | 46 | 50 | -4   |

#### Classement buteurs
| Noms               | Buts |
| ------------------ | ---- |
| Mouloud Kaoua      | 7    |
| Issaad Bourahli    | 7    |
| Amrane             | 7    |
| Sid Ahmed Benamara | 4    |
| Samir Boudemagh    | 4    |
| Yassine Yahi       | 3    |
| Khiat              | 3    |
| Salim Laïb         | 2    |
| Hassen Ghoula      | 2    |
| Noureddine Bounâas | 1    |
| Réda Matem         | 1    |
| Haddada            | 1    |